# Simone Tebet
Simone Tebet, née le 22 février 1970 à Três Lagoas (Brésil) est une avocate et femme politique brésilienne.

## Biographie
Candidate à l'élection présidentielle de 2022 pour le Mouvement démocratique brésilien (MDB, centre droit). Elle arrive troisième au premier tour avec 4,2 % des voix. Elle apporte pour le deuxième tour son soutien au candidat de gauche Lula face au président sortant d’extrême droite Jair Bolsonaro. Toutefois, son parti, le MDB, ne donne aucune consigne de vote et certains de ses dirigeants annoncent soutenir Bolsonaro.
Sénatrice, élue pour l’État de Mato Grosso do Sul, Simone Tebet est proche du secteur de l’agrobusiness. Son soutien pourrait être précieux pour le candidat de gauche : « Simone Tebet peut aider Lula à reconquérir cet électorat de l’intérieur rural conservateur, encore très hostile au Parti des travailleurs [PT] », estime la politiste Isabela Kalil, anthropologue spécialiste de la droite brésilienne.